# Carenă
Carena (sinonim: operă vie) este un termen naval care desemnează partea imersă a unei nave încărcate, mai precis partea din cocă care se află sub linia de plutire. Uneori termenul este folosit pentru a desemna numai bordajul operei vii. Se numește astfel deoarece pe  această parte a bordajului se depun alge și scoici. Acestea măresc rezistența  la înaintare a navei, micșorând viteza sa de deplasare. 

## Alte sensuri
Carenă mai este numit și osul sternului la păsări.